# Auguste Daumain
Auguste Moïse Daumain (Selles-sur-Cher, 31 luglio 1877 – Santiago del Cile, 7 dicembre 1938) è stato un pistard e ciclista su strada francese.
In carriera, partecipò ai Giochi olimpici 1900 di Parigi nella gara di velocità, in cui fu eliminato ai quarti, e nella gara della 25 km, in cui vinse la medaglia di bronzo.
Divenuto, in seguito, professionista, Daumain prese tre volte parte al Tour de France: nel 1904 concluse sesto mentre nel 1903 e nel 1905 decise di ritirarsi.

## Piazzamenti

### Grandi Giri
- Tour de France

1903: ritirato
1904: 6º
1905: ritirato

### Competizioni mondiali
- Giochi olimpici

Parigi 1900 - Mezzofondo: 3º